# DanceTrippin TV
DanceTrippin TV — общеевропейский музыкальный телеканал. Канал базируется в Амстердаме. Основной упор телеканала делается на танцевальную музыку и клубные вечеринки.
В эфире телеканала DanceTrippin TV транслируются выступления исключительно лучших диджеев со всех танцевальных площадок мира, в формате нон-стоп — 24 часа в сутки, 7 дней в неделю. В настоящее время телеканал можно найти в сетях кабельных операторов: в Нидерландах (UPC), Латвии (Lattelecom), Украины (Воля), Хорватии (Bnet), Болгарии (Vivacom и Nevo TV) и Словении (Т-2).